# Iguala de la Independencia
18°21′3.3876″N 99°32′32.327″V / 18.350941000°N 99.54231306°V
Iguala de la Independencia er en by og en kommune i den mexicanske delstat Guerrero. Byen er omtrent 102 kilometer fra delstatens hovedstad, Chilpancingo de los Bravo. Folketællinger fra 2005 viser et indbyggertal på 110 390 for byen. I hele kommunen bor der omtrent 130 000 indbyggere. Byen var et vigtigt centrum for Igualaplanen som blev ratificeret i byen den 24. februar 1821.